# Rigtig voksen
Rigtig voksen er en dansk dokumentarfilm fra 2017 instrueret af Anders Gustafsson.

## Handling
Instruktøren Anders Gustafsson havde i 2008 premiere på filmen 'Lille voksen', der fulgte den dengang 14-årige Xenia, som voksede op i en dysfunktionel familie med omsorgssvigt. Nu er han klar med en ny film om Xenia, der er blevet voksen og skal være mor i en alder af 23 år. Planen er, at hun og kæresten Mathias skal leve et godt og fornuftigt liv, som de selv kalder det. De skal ikke være på kontanthjælp, som deres forældre eller tage stoffer eller drikke og deres søn, Linus, skal have en god barndom.
På trods af deres gode intentioner føler de alligevel, at de bliver mødt med fordomme fra myndighedernes side. De mange mødeindkaldelser fra forskellige instanser og den konstante regn af tilbud om hjælp, opfatter de som mistillid og det gør, at de selv mister tilliden til alle dem, der forsøger at hjælpe. ”De kan nemlig godt selv”. Men som så mange andre nybagte forældre har de udfordringer og da de når frem til, at de måske godt kunne have brug for hjælp, så har de ikke lyst til at række ud, fordi de har mistet tilliden.